# Maarten Vandenbossche
Maarten Vandenbossche (8 april 2003) is een Belgisch basketballer.

## Carrière
Vandenbossche speelde in de jeugd van BBC Houtem Redwolves, BBC Helios Zottegem, BBC Falco Gent en BC Gistel-Oostende. Hij maakte zijn debuut in 2021 voor BC Oostende. Hij speelde voornamelijk voor de tweede ploeg en maakte in 2023 de overstap naar Antwerp Giants waar hij ook uitkwam voor de eerste en tweede ploeg. Hij verliet de Giants na het seizoen 2024/25 voor tweedeklasser Basket Waregem.